# Линия 5 (Метрополитен Мехико)
Линия 5 метрополитена Мехико — пятая из 12 линий метрополитена в Мехико (Мексика).
Линия обозначается жёлтым цветом и проходит с северо-запада на юго-восток. На ней использовались поезда NM73, но из-за введения на линии 2 поездов NM02, сейчас на линии 5 используются поезда NC82 производства канадской компании Bombardier.
Линия проходит через следующие улицы/проспекты: Ось Центральная Ласаро Карденас, 100 Av метро, Паганини, Рио Консуладо, Бульвар Пуэрто Аэрео, Fuerza Aerea Mexicana, Мануэль Лебриха и Talleres Gráficos.

## Хронология пусков
- Декабрь 19, 1981: от Pantitlán до Consulado.
- Июль 1, 1982: от Consulado до La Raza.
- Август 30, 1982: от La Raza до Politécnico.